# Giulio Cesare Buzzati
Giulio Cesare Buzzati (1862-1920) est un juriste, issu d'une famille de Belluno, connu comme professeur de droit international de l'université Luigi Bocconi de Milan. Il est le père du journaliste et écrivain Dino Buzzati.